# Cosmo Francesco Ruppi

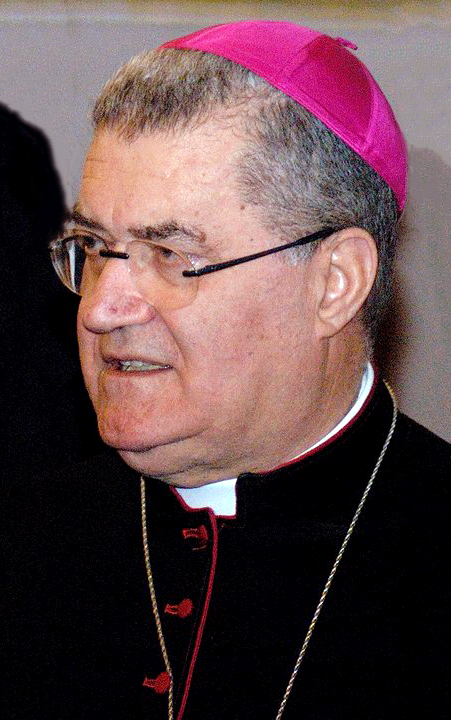
Erzbischof Cosmo Francesco Ruppi

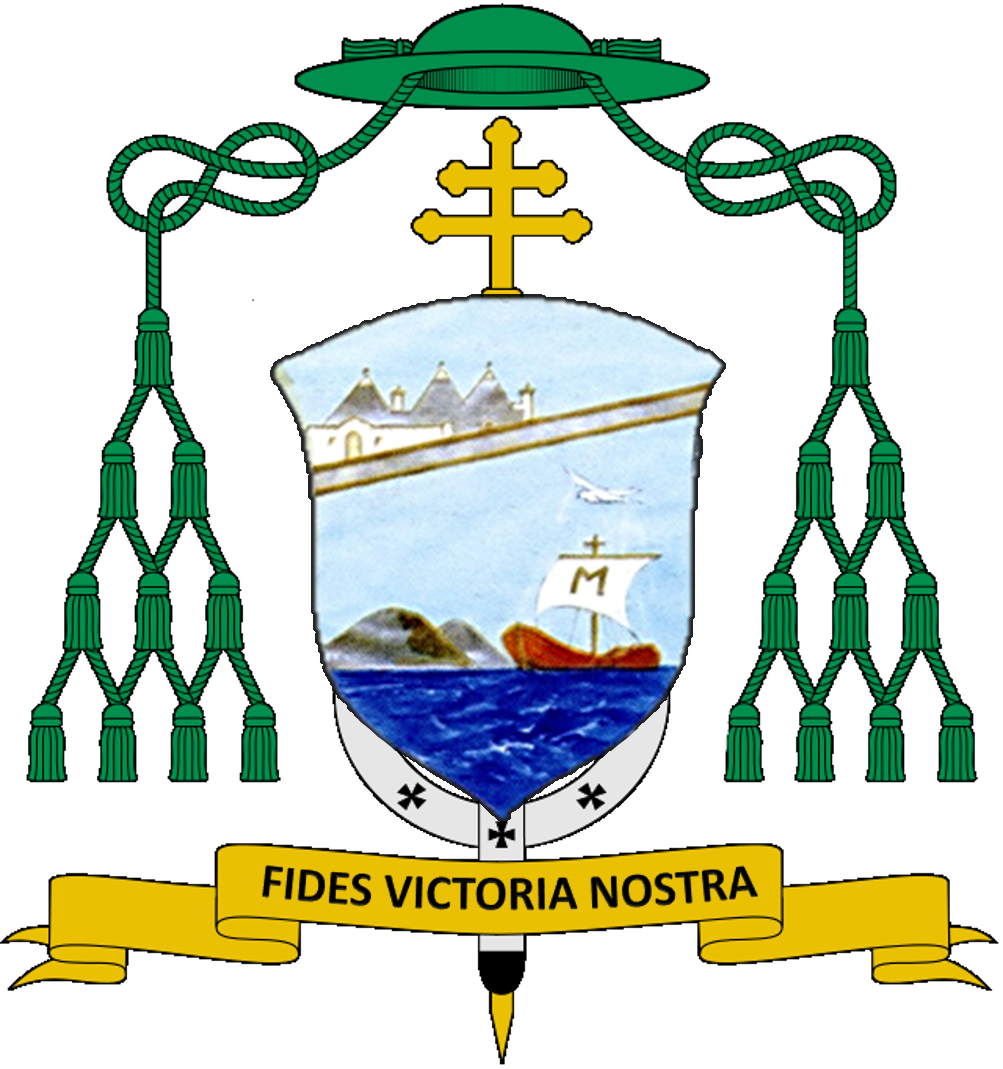
Erzbischofswappen

Cosmo Francesco Ruppi (* 6. Juni 1932 in Alberobello; † 29. Mai 2011 in Locorotondo) war Erzbischof von Lecce.

## Leben
Cosmo Francesco Ruppi studierte an den Priesterseminaren von Conversano und Molfetta. An der Universität Bari graduierte er in Pädagogik sowie in Geschichts- und Literaturwissenschaften. Der Bischof von Conversano, Gregorio Falconieri, spendete Cosmo Francesco Ruppi am 18. Dezember 1954 die Priesterweihe. Er lehrte zunächst Geisteswissenschaften am Seminar in Conversano. 1961 wurde er zum Professor am Seminari Pontifici dalla Congregazione (olim) ernannt. Kurz darauf wurde er zum außerordentlichen Professor für die Geschichte der Philosophie und Theorie der Philosophie ernannt. 1962 wurde er ordentlicher Professor für Philosophie sowie Didaktik, Psychologie, Soziologie und Politischer Ökonomie an der Päpstlichen Fakultät für Süditalien (Pontificia Facoltà Teologica dell'Italia Meridionale PFTIM) und am Theologischen Institut Molfetta in Apulien (Istituto Teologico "Regina Apuliae" di Molfetta). 1969 gründete er zusammen mit dem Erzbischof von Bari, Enrico Nicodemo, das Istituto Superiore di Teologia Ecumenica und war dessen erster Generalsekretär. 1964 wurde er stellvertretender Sekretär der regionalen italienischen Bischofskonferenz von Apulien sowie 1967 Direktor des Istituto Pastorale Pugliese.
Papst Johannes Paul II. ernannte ihn am 13. Mai 1980 zum Bischof von Termoli und Larino. Der Erzbischof von Neapel, Corrado Kardinal Ursi, spendete ihm am 29. Juni desselben Jahres die Bischofsweihe; Mitkonsekratoren waren Guglielmo Motolese, Erzbischof von Tarent und Bischof von Castellaneta, und Antonio D’Erchia, Bischof von Conversano und Bischof von Monopoli.
Mit der Vereinigung der Bistümer Termoli und Larino am 30. September 1986 wurde er erster Bischof von Termoli-Larino. Am 7. Dezember 1988 wurde er zum Erzbischof von Lecce ernannt und am 29. Januar des nächsten Jahres in das Amt eingeführt.
Er war vom 8. Juni 1999 bis 29. Januar 2008 Vorsitzender der regionalen italienischen Bischofskonferenz von Apulien. Er war Mitglied der Bischofssynode von 2001 in Rom.
Er war über 20 Jahre lang Prior der Komturei Lecce des Ritterordens vom Heiligen Grab zu Jerusalem. Ruppi war als Autor für verschiedene Zeitungen, einschließlich des L’Osservatore Romano, tätig. Er war Mitglied der Historischen Gesellschaft von Apulien und veröffentlichte einige Monografien und geschichtliche Aufsätze.
Seinen altersbedingten Rücktritt nahm Papst Benedikt XVI. am 16. April 2009 an. Ruppi starb 2011 in einem Pflegeheim in Locorotondo.